# Villa Sports Club
El Villa Sports Club és un club de futbol ugandès de la ciutat de Kampala. El nom del club és en honor de l'Aston Villa FC anglès.

## Història
El Villa SC nasqué amb el nom de Nakivubo Boys (1975–1979). Més tard adoptà el nom de Nakivubo Villa (1980) i finalment Villa SC. Ascendí per primer cop a la Primera Divisió del país el 1979, i des d'aleshores s'ha convertit en el club ugandès amb més títols nacionals.

## Palmarès
- Lliga ugandesa de futbol:[3]
  - 1982, 1984, 1986, 1987, 1988, 1989, 1990, 1992, 1994, 1998, 1999, 2000, 2001, 2002, 2003, 2004
- Copa ugandesa de futbol:[4]
  - 1983, 1986, 1988, 1989, 1998, 2000, 2002, 2009, 2015
- Copa de Clubs de la CECAFA:
  - 1987, 2003, 2005
- Supercopa d'Àfrica de l'Est de futbol:
  - 1999-00

## Jugadors destacats

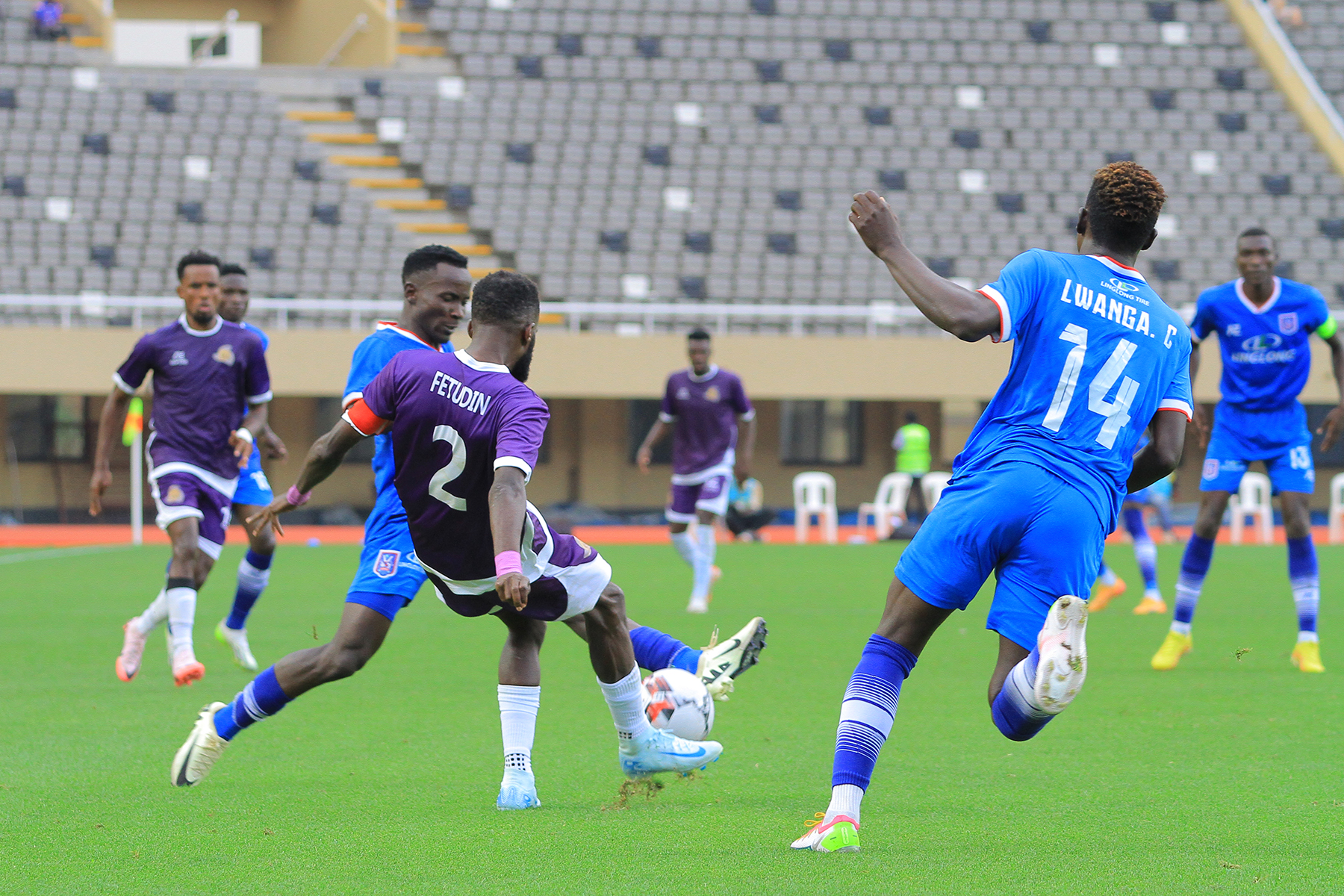
SC Villa vs CBE SA a la lliga de Campions de la CAF.

- Paul Hasule
- Majid Musisi
- Hassan Mubiru
- Andrew Mwesigwa